# 猪笼草属 (专著)
《猪笼草属：专题素描》（Die Gattung Nepenthes: Eine monographische Skizze）是由金特·贝克·冯·曼那哥塔·翁德·勒驰奈所著的关于猪笼草属植物的德文专著。1895年，其分为4部分分别发表于3月至6月的《Wiener Illustrirte Garten-Zeitung》中。

## 主要内容
贝克共确定并列举了67个类群，其中约一般都是自然杂交种。此外，在该书结尾处“未充分了解的物种及混种（Ungenügend bekannte Arten, Mischarten）”还列出了7个类群。
贝克描述了4个新物种：
- 假猪笼草
N. fallax，之后被认识是窄叶猪笼草的同物异名，但这是有争议的[2]
- 粗毛猪笼草
N. hispida
- 史密斯猪笼草
N. smithii，之后被认为是滴液猪笼草的同物异名[2]
- 伪猪笼草
N. spuria，之后被认为是诺斯猪笼草的同物异名[2]

此外，他还第一次发表了苏门答腊猪笼草（N. sumatrana），但其为置于大猪笼草变种下（Hierzu gehört als Varietät: N. sumatrana）。
贝克介绍了许多新变种，其中包括了许多物种的变种：
- N. albomarginata var. tomentella
- N. albomarginata var. typica
- N. gracilis var. longinodis
- N. gracilis var. teysmanniana
- N. rafflesiana var. ambigua
- N. rafflesiana var. excelsior（之后被认为虎克猪笼草的同物异名）
- N. rafflesiana var. typica

贝克还发表了一个自然杂交种的变种“N. hybrida var. typica”（N. gracilis × N. khasiana）。
一些不被贝克认为有效的类群名词首次出现在其专著中，其包括：
- N. edgeworthii
爱德华猪笼草的同物异名
- N. speciosa
滴液猪笼草的同物异名
- N. anerleyense和N. arnoldiense
斯氏猪笼草的同物异名

虽然在贝克的专著出版的4年前虎克猪笼草（N. hookerae）就在文献中出现过，但他仍认为其实为复杂杂交种（(N. ampullaria × N. rafflesiana) × N. mirabilis）；之后其又认为是斯氏猪笼草（N. × stewartii）的同物异名。
贝克是第一个将爱德华猪笼草和长毛猪笼草（N. villosa）合并的人。直到约翰·缪尔黑德·麦克法兰1908年的专著《猪笼草科》中才再次分为两个独立的物种。贝克认为伯克猪笼草（N. burkei）可能是博世猪笼草（N. boschiana）的变型（"Hierzu gehört offenbar auch als Form: Nepenthes Burkeii"）。他同样认为欣佳浪山猪笼草（N. singalana）可能是血红猪笼草（N. sanguinea）的变型（"Kaum als Form von N. sanguinea abzutrennen ist: Nepenthes singalana"）。

## 所述物种
《猪笼草属》一书中共详细叙述了67个物种。以下列出的学名为贝克专著出现的名称，包括了拼写错误的滴液猪笼草。
1. 翼状猪笼草
N. alata
2. 白环猪笼草
N. albomarginata
3. N. × amesiana
4. 苹果猪笼草
N. ampullaria
5. 深红猪笼草
N. × atrosanguinea
6. 二齿猪笼草
N. bicalcarata
7. 邦苏猪笼草
N. bongso
8. 博世猪笼草
N. boschiana
9. 西里伯斯岛猪笼草
N. celebica
10. N. × chelsoni
11. 雪线猪笼草
N. × cincta
12. 绯红猪笼草
N. × coccinea
13. 密生猪笼草
N. × compacta
14. 库氏猪笼草
N. × courtii
15. 圆柱猪笼草
N. × cylindrica
16. 滴液猪笼草
N. destillatoria （原文如此）
17. N. × dicksoniana
18. N. × dominii
19. N. × dormanniana
20. 棘口猪笼草
N. echinostoma
21. N. × edinensis
22. 真穗猪笼草
N. eustachya
23. 假猪笼草
N. fallax
24. 小猪笼草
N. gracilis
25. N. × henryana
26. N. × hibberdii
27. 刚毛猪笼草
N. hirsuta
28. 粗毛猪笼草
N. hispida
29. 虎克猪笼草
N. × hookerae
30. 杂交猪笼草
N. × hybrida
31. 中型猪笼草
N. × intermedia
32. 印度猪笼草
N. khasiana
33. N. × lawrenciana
34. 劳氏猪笼草
N. lowii
35. 大穗猪笼草
N. macrostachya
36. 马达加斯加猪笼草
N. madagascariensis
37. N. × mastersiana
38. 大猪笼草
N. maxima
39. 黑瓮猪笼草
N. melamphora
40. 混合猪笼草
N. × mixta
41. N. × morganiae
42. 诺斯猪笼草
N. northiana
43. N. × outramiana
44. N. × paradisae
45. 伯威尔猪笼草
N. pervillei
46. 莱佛士猪笼草
N. rafflesiana
47. 马来王猪笼草
N. rajah
48. N. × ratcliffiana
49. 两眼猪笼草
N. reinwardtiana
50. 粗壮猪笼草
N. × robusta
51. 红斑猪笼草
N. × rubro maculata
52. 绣红猪笼草
N. × rufescens
53. 血红猪笼草
N. sanguinea
54. N. × sedeni
55. 史密斯猪笼草
N. smithii
56. ? 伪猪笼草
N. spuria
57. 窄叶猪笼草
N. stenophylla
58. 斯氏猪笼草
N. × stewartii
59. N. × superba
60. 毛盖猪笼草
N. tentaculata
61. 毛果猪笼草
N. trichocarpa
62. 维奇猪笼草
N. veitchii
63. 葫芦猪笼草
N. ventricosa
64. 维耶亚猪笼草
N. vieillardii
65. 长毛猪笼草
N. villosa
66. 威廉斯猪笼草
N. × williamsii
67. N. × wrigleyana

未充分了解的物种及混种
1. N. bernaysii
2. 豹斑猪笼草
N. burbidgeae
3. 冠猪笼草
N. cristata
4. N. × lyrata
5. N. loddigesi
6. N. veitchii × N. rafflesiana
7. N. sanguinea × N. destillatoria

## 属下分类
《猪笼草属》的属下分类遵循约瑟夫·道尔顿·胡克在其1873年的专著《猪笼草科》中进行的处理。胡克将伯威尔猪笼草独立于无翼种猪笼草组（Anurosperma），而将其他物种置于真猪笼草组（Eunepenthes）下。贝克保持了胡克的两组分类法，但继续将真猪笼草组拆分为三个部分：无霜猪笼草组（Apruinosae）、霜猪笼草组（Pruinosae）和网纹猪笼草组（Retiferae）。

## 扩展阅读
- 生物多样性遗产图书馆中的数字化版本（第一部分 （页面存档备份，存于）、第二部分 （页面存档备份，存于）、第三部分 （页面存档备份，存于）、第四部分 （页面存档备份，存于））